# Лъжескорпиони
Лъжескорпионите (Pseudoscorpiones), още псевдоскорпиони, лъжливи скорпиони, са разред паякообразни, които обитават почви и пещери. Намират се и под камъни и под кората на дърветата. При тях типично се проявяват форезията и коменсализма - еволюционно наложили се стратегии за придвижване и хранене. На върха им се отварят една двойка паяжинни жлези, лежащи в главогръда (при младите и женските са добре развити) и отделящи секрет за направата на гнездо, в което се снасят яйца и става линеенето и зимуването.
Педипалпите при скорпиони и псевдоскорпиони завършват с клещи, а при останалите с нокътчета. Функцията им е хващане и раздробяване на храната (с дъвкателните пластинки), като орган за осезание (начлененото пипалце), в движението, за придържане на женската. При псевдоскорпионите на върха им се отварят отровни жлези.
Ходилните крайници са четири двойки, съставени от 6 – 7 членчета и завършват с нокътчета.